# 瓦瑟法倫貝希利河 (赫爾貝克利河支流)
47°20′33″N 8°24′33″E / 47.34257°N 8.40904°E

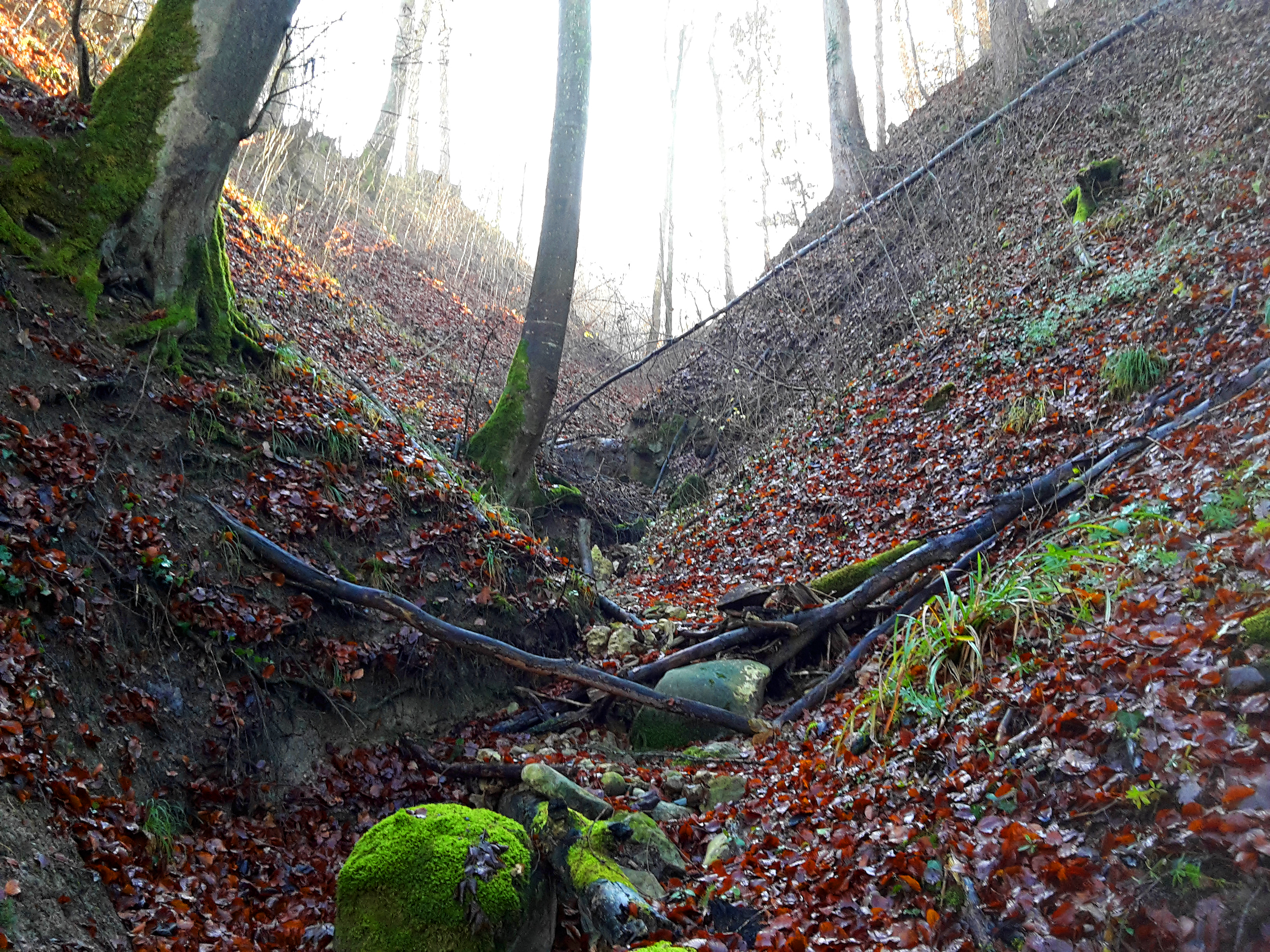

瓦瑟法倫貝希利河是瑞士的河流，位於該國北部，流經蘇黎世州，屬於赫爾貝克利河的右支流，河道全長0.2公里，河畔城鎮有比門斯多夫。